# Kruh (Holubice)
Kruh (německy Kruch) je vesnice, součást obce Holubice v okrese Vyškov. Od vlastních Holubic je Kruh oddělen železniční vlečkou z Blažovic do cementárny v Mokré.

## Historie
První písemná zmínka o Třech Dvorech (německy Dreihöfe), jak se vesnice původně nazývala, je z roku 1349. V roce 1371 patřila část vsi Vildenberku, část byla lénem olomouckého biskupství. Na konci 17. století vesnici zakoupil Dominik Ondřej z Kounic a začlenil ji do svého slavkovského panství. Po zrušení patrimoniální správy se Kruhy (tehdy se používalo pomnožné číslo) staly místní částí blízkých Holubic, se kterými v předchozích staletích sdílely stejné osudy. Na počátku 20. století byl Kruh katastrálně spojen s Holubicemi a jako samostatná místní část zanikl ve 20. letech 20. století.

## Obyvatelstvo
| 1869 | 1880 | 1890 | 1900 | 1910 | 1921 | 1930 | 1950 | 1961 | 1970 | 1980 | 1991 | 2001 | 2011 |
| ---- | ---- | ---- | ---- | ---- | ---- | ---- | ---- | ---- | ---- | ---- | ---- | ---- | ---- |
| 203  | 207  | 261  | 227  | 258  | 282  | —    | —    | —    | —    | —    | —    | —    | —    |